# Henri Viotta

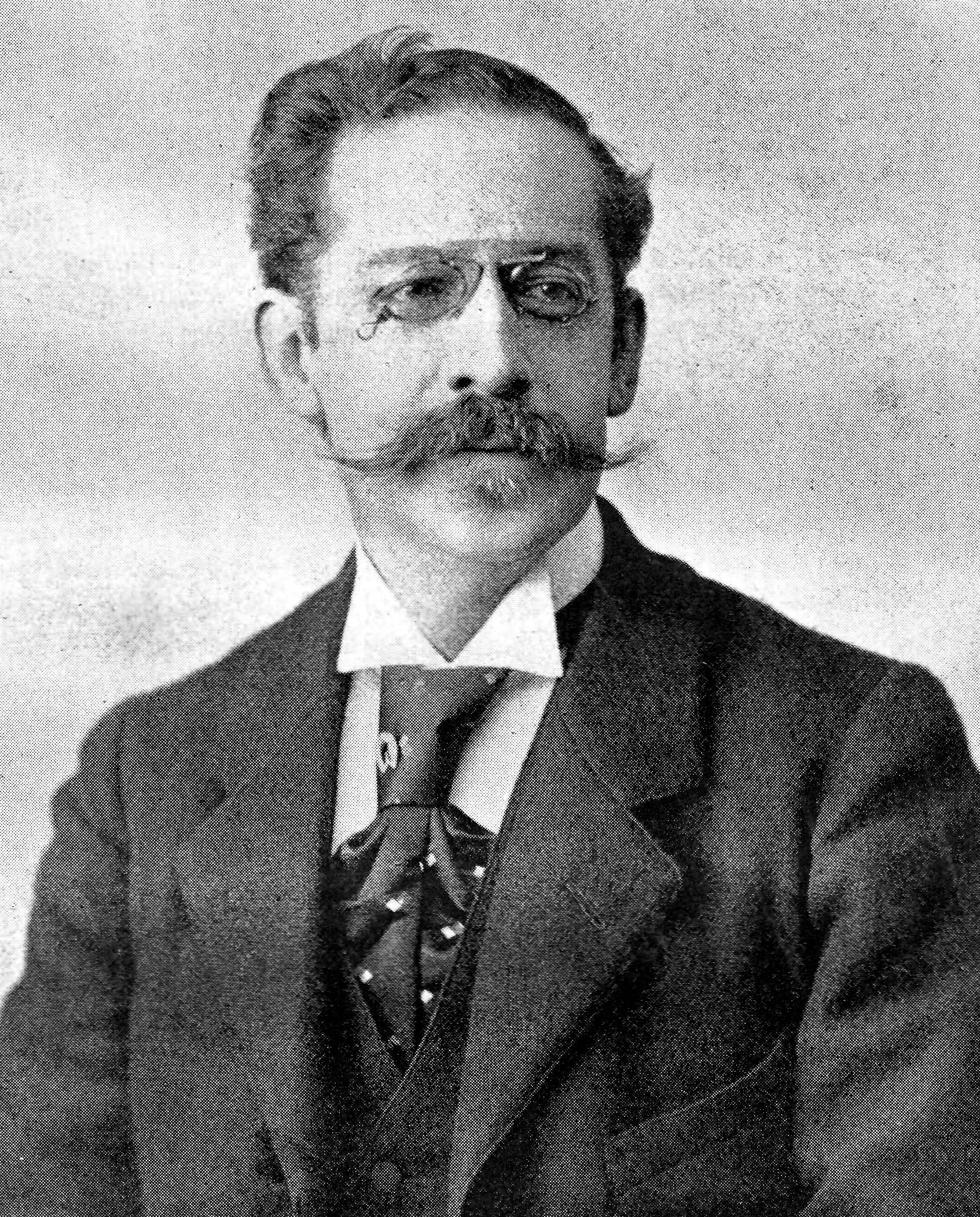
Henri Viotta (um 1894)

Henri Viotta (eigentlich: Henricus Anastasius Viotta; * 16. Juli 1848 in Amsterdam; † 7. Februar 1933 in Montreux) war ein niederländischer Dirigent und Musikwissenschaftler. Er war 1904 Gründer und erster Chefdirigent des Residentie Orkest in Den Haag.

## Leben und Werk
Henri Viotta entstammte einer musikbegeisterten Familie. Sein Vater Joannes Josephus Viotta war Arzt und gleichzeitig Komponist zahlreicher Lieder. Entsprechend erhielt Henri Viotta auch seine erste musikalische Ausbildung bei seinem Vater. Er studierte von 1864 bis 1865 Violoncello und Klavier am Kölner Konservatorium. 1871 schrieb er sich an der Universität Leiden ein, um Jura zu studieren. 1877 promovierte er mit der Arbeit Het Auteursrecht van den Componist („Das Urheberrecht des Komponisten“) in Amsterdam zum Dr. jur. Er wirkte dort zunächst einige Zeit als Rechtsanwalt. 1883 entschloss er sich dann für eine Karriere im Bereich der Musik und wurde in diesem Jahr Dirigent des von ihm gegründeten Wagnervereins. 1886 wurde er auch Dirigent des Vereins Excelsior. 1889 wurde er zum Vorsitzenden des Cäcilienvereins in Amsterdam gewählt. Von 1888 bis 1893 wirkte er als Redakteur des Maandblad voor Muziek („Monatszeitschrift für Musik“). Er war auch Mitarbeiter der Caecilia in Den Haag und ab 1896 deren Redakteur sowie des Guide musical. Von 1896 bis 1919 wirkte er als Direktor des Konservatoriums Den Haag. Ab 1920 lebte Henri Viotta in der Schweiz.
Henri Viotta schrieb mit am Lexicon der Toonkunst (drei Bände, Amsterdam 1881–1885). Er schrieb Richard Wagner (1883), Onze hedendaagsche Tonkunstenaars („Unsere zeitgenössischen Ton-Künstler“, Zwanzig Biographien, Amsterdam 1893–1896) sowie das Handboek der muziekgeschiedenis („Handbuch der Musikgeschichte“, Haarlem 1916).